# Михаил Топалов
Михаил Топалов е творчески псевдоним на журналиста и писател Михо Христов Памукчиев.

## Биография
Михаил Топалов завършва основно образование в родното си село. Учи в Севлиевската гимназия, която завършва през 1940 г. Завръща се за кратко в родното си село, където става секретар на РМС през 1940 – 1941 г. След присъединяването на Южна Добруджа към България на 7 септември 1940 г. има кампания за набиране на български чиновници в новата територия и през март 1941 г. Михаил Топалов отива като нотариален книговодител в с. Аккадънлар (сега гр.Дулово). Там организира група на РМС. На 25 август 1941 г. е арестуван и отведен в Силистренския затвор. Осъден е по чл.7 от Закона за защита на държавата. В затвора заболява от воден плеврит, който лекува дълги години след това. На това основание, на 25 ноември 1941 г. е освободен до гледането на делото през 1942 г., но остава в родното си село под наблюдение до 9 септември 1944 г.
Веднага след 9 септември 1944 г. пристига в София, където става кореспондент на излизащия отново в-к „Работническо дело“, вкл. като кореспондент за гр. Перник.
Във вестника е забелязан от Владимир Поптомов (член на Политбюро на ЦК на БКП и впоследствие главен редактор). Според Топалов именно той го насърчава и препоръчва да започне интервюта с интересните хора на времето и му осигурява разрешения за достъп до някои от тях. От този ранен период са и първите интервюта с политически фигури като Княз Кирил Сакскобургготски, Иван Багрянов, Атанас Буров, чиято автентичност е оспорвана от някои историци.
Следва 6 семестъра философия в СУ, но не се дипломира.
От 25 юни 1946 г. Михаил Топалов е инспектор при ЦС на БЧК, свързано с много пътувания из страната и срещи с още исторически фигури-обект на интервюта. Някъде през този период започва да използва за пресата и псевдонима си Михаил Топалов. На 1 август 1950 г. започва работа като журналист във в-к Народна младеж, а от 24 юли 1954 г. във в-к Вечерни новини, където работи до 31 декември 1987 г. От 1971 г. завежда отдел „Хумор и сатира“ в същия вестник.
През 1974 г. в Москва взема интервю от маршал Александър Василевски (два пъти кавалер на ордена „Победа“), което е публикувано в специални подлистници на в-к „Вечерни новини“.
През 1981 г. е удостоен с орден „Кирил и Методий“.
Като журналист има хиляди публикации във всички централни вестници и списания. От 1999 до 2002 г. води авторско ежеседмично телевизионно предаване в телевизия „СКАТ“, озаглавено „Векът на Михаил Топалов“, а в периода 2003 – 2008 г. друго авторско предаване „Старият албум“. И в книгите и в телевизионните предавания на Михаил Топалов централни са теми от новата история на България.

## Книги
- Исторически очерци за Георги Кроснев, Ценьо Тодоров, Гроздю Желев, Добри Орлов;
- 1954 – 1956 г. двутомен роман „Знаеш ли горо, помниш ли?“;
- 1968 г. – романът „То беше вчера“;
- 1968 г. – „Нашите герои“;
- 1987 г. – „Недовършени разговори“;
- 1990 г. – „Срещи с Буров“;
- 1991 г. – „Два погледа към личността на Атанас Буров“ (Съавторство);
- 1992 г. – „Атентатът в казиното“;
- 1992 г. – „Разговори с принц Кирил“;
- 2001 г. – „Буров банкерът“;
- 2002 г. – „Хайлайфът, любовниците и кабаретата в България“;
- 2005 г. – „Юнион клуб“.